# Окімі
Окімі (яп. 大君, 大王, おおきみ, оокімі, «великий ван», «великий правитель») — титул монарха (вана) у стародавній Японії і державі Ямато до утвердження титулу Імператор Японії.

## Короткі відомості
Титулом окімі позначали правителів стародавньої Японії 5 — 6 століть. Історики вважають що у 5 столітті його могли носити вожді племінних прото-державних чи державних утворень різних районів Японського архіпелагу — Кібі, Ідзумо, Ямато та інших, але з 6 століття і надалі, цей титул закріпився саме за правителями держави Ямато. У 7 столітті він вперше вживався з приставкою «ямато» як ямато окімі (яп. 大和大王, やまとおおきみ) — «великий ван Ямато» — для позначення Імператора Японії.
Найстаршим доказом існування титулу вважається залізний меч із написом, що містить сполучення ієрогліфів «大王». Він був виготовлений 471 чи 531 року, про що вказує рік «залізного кабана», вичерчений на лезі. Цей меч знайшли у 1978 році під час розкопок кургану Інаріяма у префектурі Сайтама. Хоча між науковцями не існує єдності в інтерпритації того, чи цей титул позначав монарха тогочасної держави Ямато чи правителя іншого державного утворення, даний меч залишається найбільш ранньою пам'яткою використання самого титулу окімі. Останній зустрічається і на інших археологічних пам'ятках пізніших епох, переважно мечах і кам'яних виробах з написами.
Титул окімі або ямато окімі був змінний на тенно — Імператор Японії — у 7 столітті. Одна частина істориків припускає, що ця зміна мала місце за правління Імператора-жінки Суйко, інша частина — за правління Імператора Темму. Незважаючи на цю реформу, термін окімі продовжував вживатися як синонім титулу імператора у історичній хроніці «Аннали Японії», поетичній збірці «Манйосю» та різноманітних повістях про заснування буддистських храмів і монастирів Японії.